# Длутув (гмина)
Длутув (пол. Dłutów) — сельская гмина (волость) в Польше, входит как административная единица в Пабяницкий повет, Лодзинское воеводство. Население — 4090 человек (на 2004 год).

## Сельские округа
1. Буды-Длутовске
2. Чижемин
3. Домброва
4. Длутув
5. Длутувек
6. Джевоцины
7. Хута-Длутовска
8. Лесенец
9. Лещыны-Дуже
10. Лещыны-Мале
11. Лазиска
12. Межончка-Дужа
13. Ожк
14. Павлувек
15. Пенткув
16. Редоцины
17. Сточки-Поромбки
18. Слёндковице
19. Сверчина
20. Тонжевы
21. Кочолки-Ляс

## Соседние гмины
1. Гмина Добронь
2. Гмина Дружбице
3. Гмина Грабица
4. Гмина Пабянице
5. Гмина Тушин
6. Гмина Зелюв